# Marathon de New York 2019

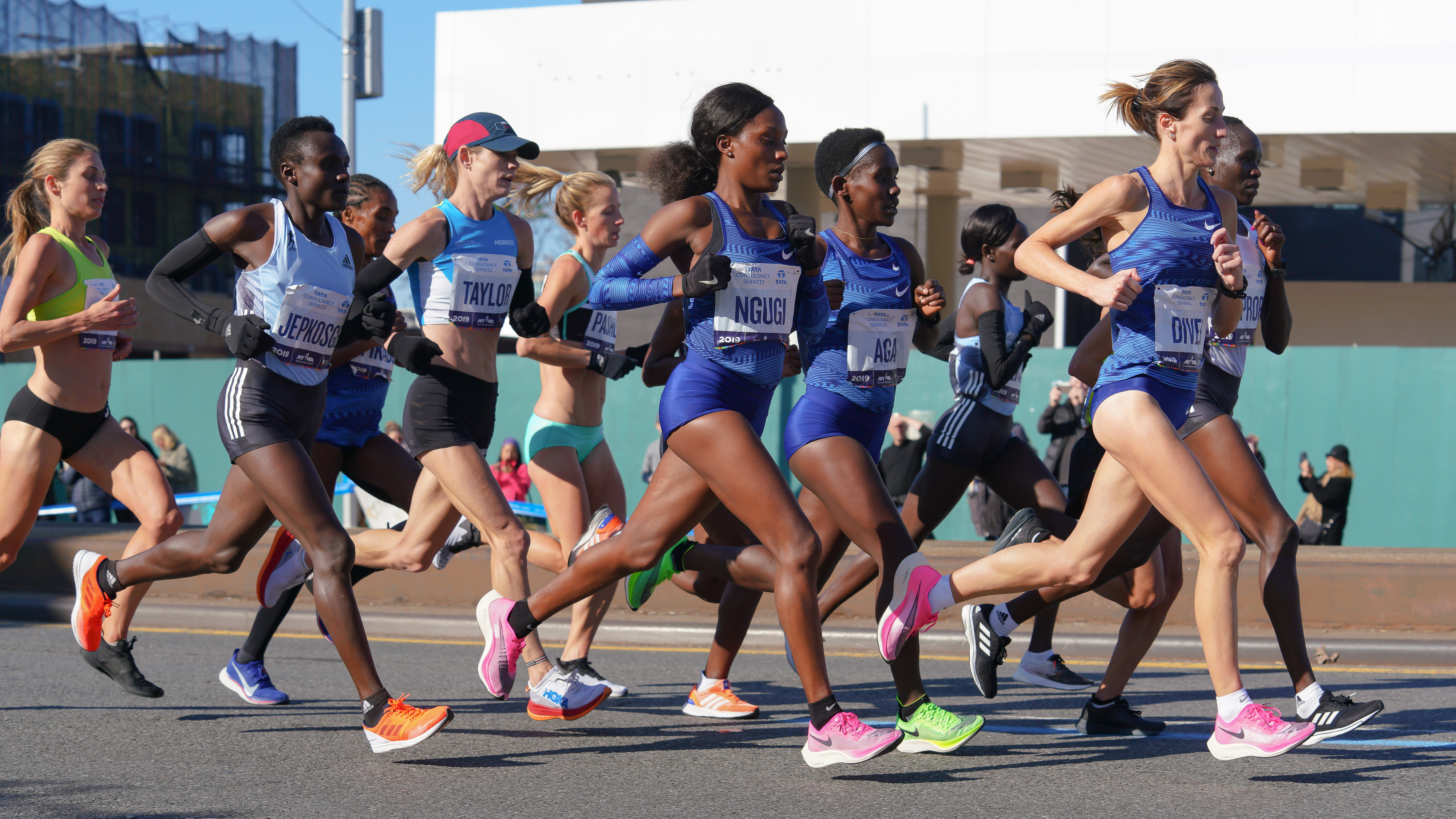
Athlètes participant au Marathon de New York 2019

Le Marathon de New York 2019 est la 49e édition au Marathon de New York aux États-Unis qui a lieu le dimanche 3 novembre 2019. C'est le sixième et dernier des World Marathon Majors à avoir lieu en 2019.

## Faits marquants
- Le Kenyan, Geoffrey Kipsang Kamworor, remporte ce marathon[1] pour la deuxième fois après une course victorieuse en 2017[2].
- Joyciline Jepkosgei a gagné ce marathon à son premier essai sur la distance de 42,2 kilomètres[3]. Elle a lâche Mary Keitany et la prive de sa cinquième sacre sur ce parcours.

## Résultats

### Hommes Top 35[4]
| Rang | Athlète              | Nationalité | Temps           |
| ---- | -------------------- | ----------- | --------------- |
| 1er  | Geoffrey Kamworor    | Kenya       | 2 h 08 min 13 s |
| 2e   | Albert Korir         | Kenya       | 2 h 08 min 36 s |
| 3e   | Girma Bekele Gebre   | Éthiopie    | 2 h 08 min 38 s |
| 4e   | Tamirat Tola         | Éthiopie    | 2 h 09 min 20 s |
| 5e   | Shura Kitata         | Éthiopie    | 2 h 10 min 39 s |
| 6e   | Jared Ward           | États-Unis  | 2 h 10 min 45 s |
| 7e   | Stephen Sambu        | Kenya       | 2 h 11 min 11 s |
| 8e   | Yoshiki Takenouchi   | Japon       | 2 h 11 min 18 s |
| 9e   | Abdi Abdirahman      | États-Unis  | 2 h 11 min 34 s |
| 10e  | Connor McMillan      | États-Unis  | 2 h 12 min 07 s |
| 11e  | Arne Gabius          | Allemagne   | 2 h 12 min 57 s |
| 12e  | Daniel Mesfun        | Érythrée    | 2 h 13 min 09 s |
| 13e  | Birhanu Dare Kemal   | Éthiopie    | 2 h 13 min 35 s |
| 14e  | Tyler Pennel         | États-Unis  | 2 h 14 min 10 s |
| 15e  | John Raneri          | États-Unis  | 2 h 14 min 13 s |
| 16e  | Patricio Castillo    | Mexique     | 2 h 14 min 16 s |
| 17e  | Tadesse Yae Dabi     | Éthiopie    | 2 h 14 min 24 s |
| 18e  | Tyler Jermann        | États-Unis  | 2 h 15 min 38 s |
| 19e  | Joe Whelan           | États-Unis  | 2 h 16 min 10 s |
| 20e  | Louis Serafini       | États-Unis  | 2 h 16 min 34 s |
| 21e  | Diriba Degefa Yigezu | Éthiopie    | 2 h 16 min 38 s |
| 22e  | Jack Rayner          | Australie   | 2 h 16 min 58 s |
| 23e  | Brett Robinson       | Australie   | 2 h 17 min 50 s |
| 24e  | Craig Leon           | États-Unis  | 2 h 18 min 20 s |
| 25e  | Mustafa Mohamed      | Suède       | 2 h 19 min 41 s |
| 26e  | Brendan Martin       | États-Unis  | 2 h 19 min 52 s |
| 27e  | Harbert Okuti        | Ouganda     | 2 h 21 min 06 s |
| 28e  | Fredison Costa       | Brésil      | 2 h 21 min 29 s |
| 29e  | Tyler McCandless     | États-Unis  | 2 h 21 min 55 s |
| 30e  | Greogry Billington   | États-Unis  | 2 h 22 min 27 s |
| 31e  | Temesgen Bekele      | Éthiopie    | 2 h 23 min 04 s |
| 32e  | Jaime Julia          | Pérou       | 2 h 23 min 04 s |
| 33e  | Abu Kebede Diriba    | Éthiopie    | 2 h 23 min 55 s |
| 34e  | Seth DeMoor          | États-Unis  | 2 h 24 min 01 s |
| 35e  | Michel Butter        | Pays-Bas    | 2 h 25 min 06 s |

### Femmes Top 25[4]
| Rang | Athlète             | Nationalité    | Temps           |
| ---- | ------------------- | -------------- | --------------- |
| 1re  | Joyciline Jepkosgei | Kenya          | 2 h 22 min 38 s |
| 2e   | Mary Keitany        | Kenya          | 2 h 23 min 32 s |
| 3e   | Ruti Aga            | Éthiopie       | 2 h 25 min 51 s |
| 4e   | Nancy Kiprop        | Kenya          | 2 h 26 min 21 s |
| 5e   | Sinead Diver        | Australie      | 2 h 26 min 23 s |
| 6e   | Desiree Linden      | États-Unis     | 2 h 26 min 46 s |
| 7e   | Kellyn Taylor       | États-Unis     | 2 h 26 min 52 s |
| 8e   | Ellie Pashley       | Australie      | 2 h 27 min 07 s |
| 9e   | Belaynesh Fikadu    | Éthiopie       | 2 h 27 min 27 s |
| 10e  | Mary Ngugi          | Kenya          | 2 h 27 min 36 s |
| 11e  | Gerda Steyn         | Afrique du Sud | 2 h 27 min 48 s |
| 12e  | Aliphine Tuliamuk   | États-Unis     | 2 h 28 min 12 s |
| 13e  | Roberta Gooner      | États-Unis     | 2 h 30 min 12 s |
| 14e  | Katy Jermann        | États-Unis     | 2 h 31 min 55 s |
| 15e  | Kate Landau         | États-Unis     | 2 h 33 min 04 s |
| 16e  | Yinli He            | Chine          | 2 h 34 min 43 s |
| 17e  | Danna Herrick       | États-Unis     | 2 h 36 min 00 s |
| 18e  | Rebecca Gentry      | Royaume-Uni    | 2 h 37 min 01 s |
| 19e  | Alia Gray           | États-Unis     | 2 h 37 min 09 s |
| 20e  | Bizuwork Kasaye     | Éthiopie       | 2 h 37 min 38 s |
| 21e  | Paula Pridgen       | États-Unis     | 2 h 40 min 04 s |
| 22e  | Bose Assefa         | Éthiopie       | 2 h 42 min 41 s |
| 23e  | Lauren Perkins      | États-Unis     | 2 h 43 min 40 s |
| 24e  | Megan Foster        | États-Unis     | 2 h 44 min 01 s |
| 25e  | Ana Johnson         | États-Unis     | 2 h 44 min 40 s |